# James Keach
James Keach (* 7. Dezember 1947 in Savannah, Georgia) ist ein US-amerikanischer Schauspieler, Regisseur, Filmproduzent und Drehbuchautor.

## Leben und Wirken
Sein älterer Bruder ist der Schauspieler Stacy Keach. Seine Tätigkeit im Filmgeschäft begann James Keach zunächst in den frühen 1970er Jahren als Schauspieler. Er war sowohl in Fernseh- als auch in Kinoproduktionen zu sehen, wobei er meist Nebendarsteller blieb. Insgesamt war er an mehr als 60 Produktionen als Schauspieler beteiligt, darunter viele bekannte Serien, aber auch Filmkomödien wie Cannonball oder Die schrillen Vier auf Achse. 1980 verkörperte er den berühmten Banditen Jesse James in dem Western Long Riders, während sein Bruder Stacy Jesses Bruder Frank James darstellte.
1975 gab er mit dem Script zu dem Film Sunburst, in dem er auch eine Rolle hatte, sein Debüt als Drehbuchautor. 1980 wurde James Keach erstmals als Film- und Fernsehproduzent aktiv. 1989 inszenierte er mit The Forgotten seinen ersten Kinofilm. Als Regisseur war er in erster Linie für verschiedene Fernsehproduktionen tätig, außerdem inszenierte er einige Dokumentarfilme.
James Keach war von 1993 bis 2013 mit der Schauspielerin Jane Seymour verheiratet, gemeinsam haben sie zwei Kinder. Für James Keach war es die dritte Ehe. Seymour lernte er am Filmset zu dem Film Flucht durch die Nacht kennen, nachdem er sie vorher schon im Haus seines Bruders getroffen hatte. Keach drehte im Laufe der Ehe mehrere Filme mit seiner Frau in der Hauptrolle, auch inszenierte er in den 1990ern viele Folgen der Serie Dr. Quinn – Ärztin aus Leidenschaft mit ihr in der Hauptrolle. 1999 inszenierte er als Regisseur den Fernsehfilm Dr. Quinn – Ärztin aus Leidenschaft, der die gleichnamige Fernsehserie abschloss.
2006 war Keach in der Kategorie Motion Picture Producer of the Year Award bei den PGA Awards nominiert, nachdem er bei der Filmbiografie Walk the Line über Johnny Cash als einer der Produzenten fungiert hatte. Für sein 2014 veröffentlichtes Werk Glen Campbell: I’ll Be Me erhielt Keach mehreren Filmpreise, unter anderem wurde der Dokumentarfilm über den Countrymusiker Glen Campbell mit einem Grammy ausgezeichnet und mit einer Oscar-Nominierung bedacht.

## Filmografie (Auswahl)

### Als Schauspieler
- 1972: Orville and Wilbur
- 1973: Kung Fu (Fernsehserie, Folge 2x02 Caine und der Maskenmörder)
- 1973: Kojak – Einsatz in Manhattan (Kojak, Fernsehserie, Folge 1x05)
- 1974: Der Chef (Ironside, Fernsehserie, Folge 7x18 Gnade vor Recht)
- 1974/1976: Cannon (Fernsehserie, 2 Folgen)
- 1975: Die Zwei mit dem Dreh (Switch, Fernsehserie, Folge 1x08)
- 1975/1977: Starsky & Hutch (Fernsehserie, 2 Folgen)
- 1976: Cannonball
- 1977: Der Mann in der Todeszelle (Kill Me If You Can, Fernsehfilm)
- 1978: Fluchtpunkt Las Vegas (Nowhere to Run, Fernsehfilm)
- 1978: FM – Die Superwelle (FM)
- 1978: Eine Farm in Montana (Comes a Horseman)
- 1979: Quincy (Quincy, M.E., Fernsehserie, Folge 4x12)
- 1979: Smokey und die Bande (Smokey and the Hotwire Gang)
- 1980: Long Riders (The Long Riders)
- 1981: Die Legende vom einsamen Ranger (The Legend of the Lone Ranger, Stimme)
- 1982: The Psychiatrist – Der Tod als Therapie (Till Death Do Us Part, Fernsehfilm)
- 1983: Magnum (Magnum, P.I., Fernsehserie, Folge 3x20)
- 1983: Hörig (Love Letters)
- 1983: Die schrillen Vier auf Achse (National Lampoon’s Vacation)
- 1984: Auf Messers Schneide (The Razor’s Edge)
- 1985: Traffic School – Die Blech- und Dachschaden-Kompanie (Moving Violations)
- 1986: American Wildcats (Wildcats)
- 1987: Escape – Die Flucht (The Man Who Broke 1,000 Chains, Fernsehfilm)
- 1989: Die Experten (The Experts)
- 1989: Die Reise nach Tarzania (Options)
- 1990: Schmutziger Pakt (Good Cops, Bad Cops, Fernsehfilm)
- 1997: Dr. Quinn – Ärztin aus Leidenschaft (Dr. Quinn, Medicine Woman, Fernsehserie, Folge 5x20)
- 1998: Allein auf der Pirateninsel (The New Swiss Family Robinson)
- 2000: Flammen der Leidenschaft – Eine wahre Geschichte (Enslavement: The True Story of Fanny Kemble, Fernsehfilm)
- 2005: Walk the Line
- 2017: Ray Donovan (Fernsehserie, 4 Folgen)

### Als Regisseur
- 1989: The Forgotten
- 1990: Evil Blood
- 1992: Flucht durch die Nacht (Sunstroke)
- 1993–1998: Dr. Quinn – Ärztin aus Leidenschaft (Dr. Quinn, Medicine Woman, Fernsehserie)
- 1995: Der wunderliche Mr. Cox (The Stars Fell on Henrietta)
- 2000: Blackout – Terror im Dunkeln (Blackout)
- 2001: Camouflage
- 2001: Gefangen in eisigen Tiefen (Submerged)
- 2006: Blind Dating
- 2014: Glen Campbell: I’ll Be Me (Dokumentarfilm)
- 2017: Turning Point (Dokumentarfilm)
- 2017: Augie (Dokumentarfilm)

### Als Produzent
- 1986: Zwei unter Volldampf (Armed and Dangerous)
- 2005: Walk the Line
- 2006: Blind Dating

### Als Drehbuchautor
- 1980: Long Riders (The Long Riders)
- 1989: The Forgotten